# Zeehondsalamander
De zeehondsalamander (Desmognathus monticola) is een amfibie die behoort tot de salamanders en de familie longloze salamanders. De Nederlandstalige naam is te danken aan de enigszins zeehondachtige verschijning, de salamanders zijn vaak op rotsen aan te treffen.
De zeehondsalamander komt endemisch voor in de Verenigde Staten. Omdat de soort als visaas wordt gebruikt is de salamander verspreid in de Verenigde Staten te vinden.